# Lee Young-sun
Pour les articles homonymes, voir Lee.
Lee Young-Sun (née le 21 février 1974) est une athlète sud-coréenne spécialiste du lancer du javelot. 

## Carrière

### Palmarès
| Année | Compétition         | Lieu         | Résultat | Performance |
| ----- | ------------------- | ------------ | -------- | ----------- |
| 1991  | Championnats d'Asie | Kuala Lumpur | 2e       | 55,06 m     |
| 1993  | Universiade         | Buffalo      | 1re      | 58,62 m     |
| 1994  | Jeux asiatiques     | Hiroshima    | 2e       | 62,30 m     |
| 1995  | Championnats d'Asie | Djakarta     | 2e       | 58,68 m     |
| 1995  | Universiade         | Fukuoka      | 3e       | 61,62 m     |
| 1998  | Jeux asiatiques     | Bangkok      | 1re      | 62,09 m     |
| 2000  | Championnats d’Asie | Djakarta     | 1re      | 55,78 m     |
| 2002  | Championnats d’Asie | Colombo      | 3e       | 53,72 m     |
| 2002  | Jeux asiatiques     | Busan        | 1re      | 58,87 m     |
| 2005  | Championnats d’Asie | Incheon      | 2e       | 55,29 m     |

### Records
| Épreuve           | Performance | Lieu  | Date           |
| ----------------- | ----------- | ----- | -------------- |
| Lancer du javelot | 58,87 m     | Busan | 7 octobre 2002 |